# Bohuňov (kraj pardubicki)
Bohuňov – gmina w Czechach, w powiecie Svitavy, w kraju pardubickim. Według danych z dnia 1 stycznia 2014 liczyła 165 mieszkańców.